# Friedrichsgymnasium (Kassel)
Das Friedrichsgymnasium ist ein Gymnasium in Kassel.
Die Schule wurde 1779 gegründet und ist das älteste Gymnasium Kassels. Das Friedrichsgymnasium setzt in seinem Schulprogramm einen Schwerpunkt auf Fremdsprachen und musische Fächer, bietet jedoch auch weitere Angebote, so hat es beispielsweise einen der erfolgreichsten Schulrudervereine Deutschlands. Der Einzugsbereich des Gymnasiums erstreckt sich neben der Stadt Kassel auf den Landkreis Kassel und die umliegenden Landkreise bis nach Südniedersachsen.

## Geschichte
Das Friedrichsgymnasium geht in seiner Tradition auf die im Jahre 1539 gegründete städtische Lateinschule zurück. Zuvor bestanden in Kassel seit der Mitte des 14. Jahrhunderts drei ursprünglich den jeweiligen Pfarreien angegliederte Schulen (in der Altstadt, der Neustadt und der Freiheit), die Landgraf Philipp I. nach der 1526 von ihm veranlassten Einführung der Reformation in der Landgrafschaft Hessen 1539 zu einer Lateinschule zusammenfassen und im Kreuzgang der Martinskirche unterbringen ließ. Das Gebäude musste wegen Einsturzgefahr 1776/77 abgebrochen werden. Da die Stadt sich nicht in der Lage sah, ein angemessenes Schulgebäude zu mieten oder zu bauen, ergriff Landgraf Friedrich II. von Hessen-Kassel 1779 die Initiative: er stellte ein angemessenes Schulhaus (Königsstraße 47) zur Verfügung und ließ die Schulverfassung dahingehend reformieren, dass am 23. April 1779 aus der Lateinschule das „Lyceum Fridericianum“ wurde, eine sogenannte Gelehrtenschule zur Vorbereitung auf ein Universitätsstudium. Die Einweihung des Lyceums erfolgte am 14. August 1779. Dem Lyceum angeschlossen waren das am 6. Oktober 1779 vom Landgrafen gegründete Lehrerseminar, das Lehrer für die ländlichen Schulen größtenteils unentgeltlich ausbildete, und die Partimschule, in der bedürftige Schüler in der 7. (untersten) Klasse unentgeltlich unterrichtet wurden, Schulbekleidung erhielten und dann beim Abgang in handwerkliche Berufe eine Beihilfe bekamen.
Gegen Ende des kurzlebigen Königreichs Westphalen, in dem die Landgrafschaft Hessen-Kassel von 1807 bis 1813 aufgegangen war, wurde im Oktober 1812 eine sogenannte „Bürgerschule“ gegründet und mit dem Lyceum verbunden, indem auf gemeinsame Elementarklassen ein gymnasialer und ein „realer“ Zweig aufbauten. Gleichzeitig wurden das Lehrerseminar und die Partimschule abgetrennt. Nach der Restauration Kurhessens wurden Lehrerseminar und Partimschule 1814 wieder eingegliedert. 1820 übernahm das Lyceum den Lehrplan der neueren Gymnasien. 1822 wurde das Lehrerseminar wieder abgetrennt; es wurde dann im Oktober 1835 nach Homberg (Efze) verlegt. 1823 wurde auch die Partimschule abgetrennt und die Verbindung des Lyceums mit der Bürgerschule aufgelöst.
Im Zuge der kurhessischen Gymnasialreform gründete die kurhessische Regierung im Mai 1835 ein Landesgymnasium mit vier Klassen in Kassel. Das Lyceum sollte zu einem Progymnasium mit lediglich den Klassen Sexta, Quinta und Quarta zurückgestuft werden. Dies führte zu heftigen Auseinandersetzungen und längerem Rechtsstreit zwischen der Staatsregierung und der Stadt Kassel, den der Staat letztlich für sich entschied. Am 11. Januar 1840 wurde das Lyceum Fridericianum, das in seiner stark reduzierten Rolle gekümmert hatte, verstaatlicht und mit dem 1835 gegründeten Landesgymnasium vereinigt.
Mit der Annexion Kurhessens durch Preußen nach dem Deutschen Krieg 1866 ging das Gymnasium an den preußischen Staat über. Als die stetig ansteigenden Schülerzahlen vom Lyceum Fridericianum nicht mehr aufgenommen werden konnten, finanzierte der preußische Staat den Bau eines zweiten Gymnasiums in Kassel, des im Mai 1886 eingeweihten „Königlichen Wilhelms-Gymnasiums“, und ein Teil der Lehrer- und Schülerschaft der nun „Königliches Friedrichs-Gymnasium (Lyceum Fridericianum)“ genannten Schule zog in die neue Schule um.
Von 1919 bis 1945 trug die Schule die Bezeichnung „Humanistisches Gymnasium“. Heute wird sie „Friedrichsgymnasium“ genannt.

## Lage

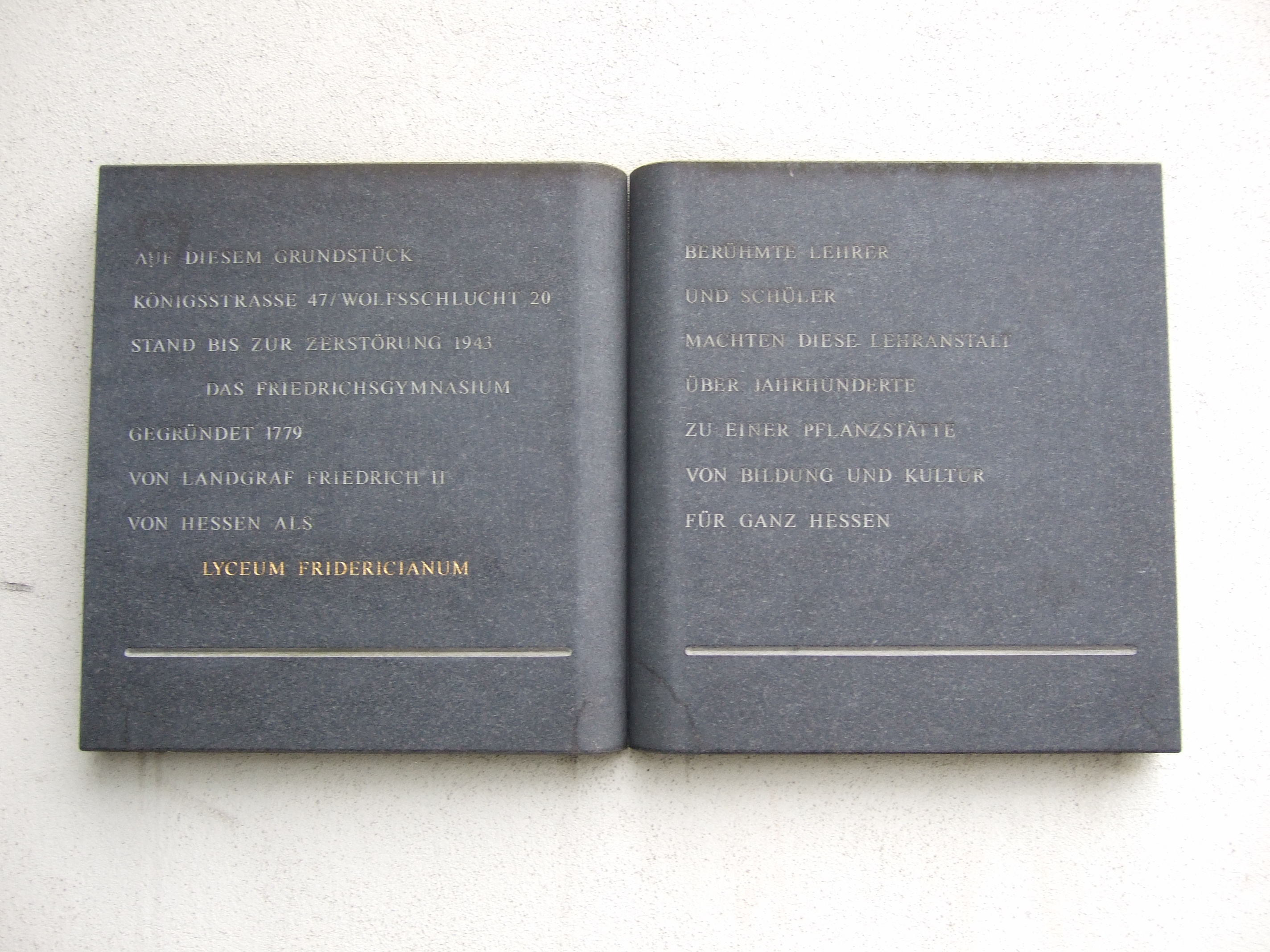
Gedenktafel am einstigen Standort des Gymnasiums

Bis zum Zweiten Weltkrieg war die Schule in einem 1840–1842 nach Plänen des kurfürstlichen Oberbaurats Johann Conrad Rudolph in der Wolfsschlucht (Nummer 42) errichteten Gebäude untergebracht, wo noch heute eine Gedenktafel an den ursprünglichen Standort erinnert. Jetzt befindet sie sich in der Nähe des Hessischen Landesmuseums in der Humboldtstraße. Die Schule besteht aus einem 1957 fertiggestellten und mittlerweile denkmalgeschützten Altbau sowie einem 1992 eröffneten Erweiterungsbau mit Cafeteria und Oberstufenbibliothek, der durch einen sehr modernen Stil geprägt ist. Ende 2009 konnte ein weiterer Neubau – die Schulmensa – eingeweiht werden. Im Jahr 2010 wurden dann vier neue Klassenräume auf der Westseite des Altbaus („Gebäude auf Säulen“) und der darunterliegende Ballhof eröffnet.

## Fremdsprachen und Wahlunterricht
Besonderer Wert wird auf Latein als erste Fremdsprache ab der 5. Klasse gelegt. Englisch wird als zweite Fremdsprache gleichzeitig in der fünften Klasse begonnen oder aus der Grundschule fortgeführt. Ab der neunten Klasse werden neben den Fremdsprachen Altgriechisch und Französisch auch MINT und Rudern als Fächer des Wahlunterrichts angeboten. Als weitere Fremdsprache wird Italienisch ab der E-Phase angeboten.

## Schulpartnerschaften
Die Schule hat eine Schulpartnerschaft mit dem italienischen Liceo Ginnasio Statale Niccolò Machiavelli-Gino Capponi in Florenz und dem russischen Гимназия №1 in Nowy Urengoi und bietet dorthin, aber auch in andere Länder, wie Vietnam, Schüleraustausche an.

## Musische Fächer
Das Friedrichsgymnasium Kassel besitzt mehrere Orchester und Chöre, die einen Teil des musischen Schwerpunkts ausmachen.
Neben Vor-, Haupt- und Extrachor sowie Vor-, Mittelstufen- und Hauptorchester gibt es zusätzliche Angebote durch die Big-Band und Flöten- bzw. Gitarrenensemble. Außerdem werden sogenannte „Musikklassen“ angeboten, die speziell für Kinder mit musischer Begabung gedacht sind.

## Weitere Arbeitsgemeinschaften
An der Schule werden neben mehreren AGs in sprachlichen (Italienisch, Russisch, Literaturcafé) auch AGs in naturwissenschaftlichen Bereichen (Astronomie, Informatik) angeboten, außerdem wird eine CAD-AG an der Uni Kassel sowie die Möglichkeit der Mitarbeit an der prämierten Schülerzeitung oder dem Schuljahrbuch angeboten. Ebenfalls möglich ist die Teilnahme an den Berlin Model United Nations (BERMUN) und am Theaterhaufen am Friedrichsgymnasium. Der Schule angegliedert ist ferner der größte und erfolgreichste Schulruderverein Hessens, der RVFG (Ruderverein Friedrichsgymnasium).

## Schulgemeinschaft
Neben dem Elternbeirat, der Schülervertretung und dem Lehrerkollegium ist das Friedrichsgymnasium geprägt von der Einbindung verschiedener weiterer Gruppen in der Schulgemeinschaft. Darüber hinaus werden auch durch die Schule im Rahmen von sogenannten FG-Foren Austauschmöglichkeiten für die verschiedenen Teile der Schulgemeinschaft geschaffen.
Verschiedene Vereine übernehmen gemeinsam und teilweise schon seit langem Verantwortung für die Schule:
- Ruderverein Friedrichsgymnasium Kassel e.V. – der älteste Verein der Schule, der mit einem eigenen Bootshaus an der Kasseler Fulda den Rudersport an der Schule durchführt,
- Verein ehemaliger Friedrichsgymnasiasten in Kassel e.V. – der Ehemaligenverein, der versucht den Kontakt der ehemaligen Schüler untereinander und zur Schule zu intensivieren und die Schule zu unterstützen,
- Förderverein Friedrichsgymnasium e.V. – der Förderverein, der durch das Engagement von Eltern versucht die Schule zu unterstützen,
- Mensaverein Mensa Fridericiana e.V. – der Mensaverein, der durch das Engagement von Schule und Eltern die Cafeteria und die Mensa betreibt und das Lernzentrum der Schule unterstützt.

## Persönlichkeiten

### Lehrer
Rektoren
- Remigius Albulan (* 1500/10; † 1547)
- Nathanael Cäsar (1763–1836), Lehrer ab 1784, Rektor 1802–1835
- Karl Friedrich Weber (1794–1861), Rektor 1836–1852
- Gideon Vogt (1830–1904), Rektor 1870–1893

Sonstige Lehrer
- Johann Wilhelm Christian Gustav Casparson (1729–1802), Schriftsteller, Historiker und Hochschullehrer, Mitglied des Gründungsdirektoriums der Schule
- Ferdinand Jakob Siebert (1791–1848), Theologe, Germanist, Volkskundler und Märchensammler der Brüder Grimm
- Franz von Dingelstedt (1814–1881), Schriftsteller

### Schüler
- Johann Caspar Santoroc (1682–1745), klassischer Philologe, Archäologe, Philosoph und Hochschullehrer
- Jacob Grimm  (1785–1863) und Wilhelm Grimm (1786–1859), bekannt als Brüder Grimm, Sprach- und Literaturwissenschaftler sowie Märchen- und Sagensammler
- Wilhelm von Steuber (1790–1845), Staatsmann und Diplomat
- Ludwig Emil Grimm (1790–1863), Maler und Radierer
- Georg Landgrebe (1800–1873), deutscher Mineraloge, Physiker und Chemiker
- Salomon Hahndorf (1801–1890), Journalist und Politiker
- Ernst Koch (1808–1858), Dichterjurist
- Wilhelm Schenck zu Schweinsberg (1809–1867), Regierungschef von Hohenzollern-Sigmaringen (1839–1848) und 1848/49 Vorstand des kurhessischen Außenministeriums
- Friedrich Lange (1811–1870), Architekt und Hochschullehrer
- Hermann Kersting (1811–1863), Richter
- Heinrich Eisenach (1814–1891), Botaniker und Zoologe
- Salomon Hermann Mosenthal (1821–1877), Dramatiker und Librettist
- Viktor von Meibom (1821–1892), Rechtswissenschaftler
- Ferdinand Duysing (1822–1885), Jurist
- Otto Braun (1824–1900), Journalist
- Wilhelm Wittich (1840–1907), Philologe, Gymnasiallehrer in Aschersleben und Kassel
- Georg Kegel (1857–1912), Architekt
- Prinz Friedrich Wilhelm Viktor Albert von Preußen, der nachmalige Kaiser Wilhelm II. (1859–1941) (Abitur 1877), sein Klassenlehrer war der Professor K. Zuschlag, ein Vorfahr des Journalisten Gerhard Schäfer.
- Friedrich Schmidt-Ott (1860–1956), Jurist, preußischer Kultusminister
- Wilhelm Speck (1861–1925), Schriftsteller, Dichter und Pastor
- Karl Krause (1868–1927), Nervenarzt und Sanitätsoffizier
- Hans Everding (1876–1914), Bildhauer und Medailleur
- Wilhelm Pinder (1878–1947), Kunsthistoriker
- Franz Rosenzweig (1886–1929), Historiker und Religionsphilosoph
- Hans Rothfels (1891–1976), Historiker
- Werner Paulmann (1901–1958), Jurist, SS-Obersturmbannführer, Sturmbannführer der Waffen-SS und SS-Richter
- Heinz Friedrich Hartig (1907–1969), Musikpädagoge und Komponist
- Adam von Trott zu Solz (1909–1944), Jurist, Diplomat und Widerstandskämpfer
- Reimar Lüst (1923–2020), Astrophysiker und Generaldirektor der ESA
- Gerhard Jahn (1927–1998), SPD-Politiker
- Michael Stürmer (* 1938), Historiker
- Horst Laube (1939–1997), Dramaturg und Autor
- Peter Eisenberg (* 1940), Linguist und Grammatiker
- Thorwald Proll (* 1941), Schriftsteller, APO-Aktivist, Brandstifter, Bruder der RAF-Terroristin Astrid Proll
- Otto Sander (1941–2013), Schauspieler
- Norbert Trelle (* 1942), Bischof von Hildesheim
- Gerhard Roth (1942–2023), Biologe und Hirnforscher
- Jochen Brüning (1947–2025), Mathematiker
- Wieland Giebel (* 1950), Autor, Verleger und Herausgeber
- Hans-Christian Oeser (* 1950), deutsch/irischer Übersetzer und Herausgeber
- Hans Otfried Dittmer (1952–2018), Schriftsteller und Verleger
- Bernd-Dieter Meier (* 1955), Kriminologe und Hochschullehrer
- Hubertus Meyer-Burckhardt (* 1956), Fernsehproduzent, Journalist und Manager in der Medienbranche
- Peer Schröder (1956–2019), Schriftsteller
- Stephan Balkenhol (* 1957), Bildhauer
- Wolfgang David (* 1961), Prähistoriker
- Eva Kühne-Hörmann (* 1962), Politikerin, Hessische Justizministerin
- Wolfgang Reinbold (* 1962), evangelischer Theologe
- Ralf Rummer (* 1962), Psychologe
- Norbert Gronau (* 1964), Wirtschaftsinformatiker
- Stefan Schmatz (* 1968), Theoretischer Chemiker und Physikochemiker
- Katja Eichinger (* 1971), Autorin und Produzentin
- Malte Herwig (* 1972), Schriftsteller
- Mario Kotaska (* 1973), Fernsehkoch
- Florian Rentsch (* 1975), Politiker, Hessischer Minister für Wirtschaft und Verkehr
- Erik Strauß (* 1982), Wirtschaftswissenschaftler und Hochschullehrer

## Belege
1. ↑  Carl Friedrich Weber: Geschichte der städtischen Gelehrtenschule zu Cassel. Fischer, Kassel, 1846, S. 21
2. ↑  Carl Friedrich Weber: Geschichte der städtischen Gelehrtenschule zu Cassel, Fischer, Kassel, 1846, S. 293
3. ↑  Karl A. F. Knabe: Die älteste selbstständige Realschule in der Provinz Hessen-Nassau. In: Zeitschrift des Vereins für hessische Geschichte und Landeskunde. Neue Folge, Achtzehnter Band, Kassel 1893, S. 1–112, hier S. 20–28.
4. ↑  Heinrich Heppe: Kirchengeschichte beider Hessen, Zweiter Band. Kraatz, Marburg, 1876, S. 393
5. ↑  Karl A. F. Knabe: Die älteste selbstständige Realschule in der Provinz Hessen-Nassau. In: Zeitschrift des Vereins für hessische Geschichte und Landeskunde. Neue Folge, Achtzehnter Band, Kassel 1893, S. 1–112, hier S. 69.
6. ↑  Heinrich Heppe: Kirchengeschichte beider Hessen, Zweiter Band. Kraatz, Marburg, 1876, S. 391
7. ↑  Karl A. F. Knabe: Die älteste selbstständige Realschule in der Provinz Hessen-Nassau. In: Zeitschrift des Vereins für hessische Geschichte und Landeskunde. Neue Folge, Achtzehnter Band, Kassel 1893, S. 1–112, hier S. 68.
8. ↑  Heinrich Heppe: Kirchengeschichte beider Hessen, Zweiter Band. Kraatz, Marburg, 1876, S. 393
9. ↑  Siehe z. B. Beilage zum Frankfurter Journal, Nr. 114, 25. April 1835
10. ↑  Siehe z. B. Verhandlungen des am 22. November 1836 eröffneten Kurhessischen Landtages; Dritter und letzter Beilagenband, Kassel, (1838?), Beilage 313, Spalten 7–8.
11. ↑  Benannt nach dem preußischen König und deutschen Kaiser Wilhelm I.